# 中里重吉

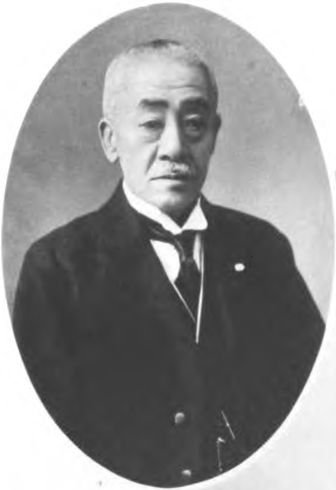
中里重吉

中里 重吉（なかざと じゅうきち、1865年10月10日（慶応元年8月21日） - 1946年（昭和21年）10月28日）は、明治から昭和時代前期の政治家。山形県酒田市長。

## 経歴
中里重威の長男として鶴岡天王前（鶴岡八坂町、西田川郡鶴岡町を経て現鶴岡市）に生まれる。1880年（明治13年）家督を相続する。1884年（明治17年）山形師範学校を卒業し、小学校教員となる。14年の勤続を経て、1900年（明治33年）4月、西田川郡視学となり、1910年（明治43年）4月、山形県視学に転じた。ついで1914年（大正3年）東田川郡長、1920年（大正9年）10月には飽海郡長となり、1923年（大正12年）官職を辞した。
同年、酒田町長に就任し、酒田浜畑町に移住。隣村との合併を進めた。その後、1933年（昭和8年）5月に市制施行と共に初代酒田市長に就任した。1937年（昭和12年）10月まで在任したのち、東京で没した。墓所は鶴岡総隠寺。

## 親族
- 弟：中里重次（海軍中将、北樺太石油社長）[3][2]